# 경상남도하동교육지원청
경상남도하동교육지원청(慶尙南道河東敎育支援廳, Hadong Office of Education)은 경상남도 하동군을 관할하는 경상남도교육청 산하 교육지원청이다.
교육장은 장학관으로 보한다.

## 산하 기관

### 초등학교
| - 갈육초등학교 - 고남초등학교 - 고전초등학교 - 궁항초등학교 - 노량초등학교 | - 묵계초등학교 - 북천초등학교 - 쌍계초등학교 - 악양초등학교 - 양보초등학교 | - 옥종초등학교 - 적량초등학교 - 진교초등학교 - 진정초등학교 - 청암초등학교 | - 하동초등학교 - 화개초등학교 - 왕성분교 - 횡천초등학교 |

### 중학교
| - 금남중학교 - 악양중학교 - 양보중학교 | - 옥종중학교 - 북천분교 - 진교중학교 | - 청암중학교 - 하동중앙중학교 - 하동중학교 | - 화개중학교 - 횡천중학교 |